# GIMP版本历史
GIMP最初称作“通用图像处理程序”（General Image Manipulation Program），由其创始人斯宾塞·金柏和彼得·马蒂斯发起GIMP作为加州大学伯克利分校的中长期发展项目，始于1995年。现名“GNU图像处理程序”（GNU Image Manipulation Program）于1997年所起，自从金柏和马蒂斯获得斯托曼的许可之后，这就成为了GNU計劃的组成部分。
| 版本                        | 次要版本     | 發佈日期及更新 |
| --------------------------- | ------------ | --- |
| 0.x                         | 0.54–0.99.31 | 1996年2月15日: ? |
| 1.0.x                       | 1.0.0–1.0.3  | 1998年6月5日: ? |
| 1.2.x                       | 1.2.0–1.2.5  | 2000年12月25日: 改進用戶界面，修復bug |
| 2.0.x                       | 2.0.0–2.0.6  | 2004年3月23日: 很多新的工具選項, GIMP開始使用GTK+ 2.x圖形庫，不再是GTK+ 1.x。标签和贴靠功能被引入。Script-fu脚本支持得到很大改善。允许重写文本。支持CMYK颜色。                        |
| 2.2.x（页面存档备份，存于） | 2.2.0–2.2.17 | 2004年12月19日: 新的插件支持，鍵盤快捷鍵編輯器，預覽翻譯工具。支持新的GIMP硬件控制器。改善从GIMP拖拽、复制、粘贴到其他應用程序的功能                                                  |
| 2.4.x（页面存档备份，存于） | 2.4.0-2.4.7  | 2007年10月24日：支持色彩管理，可擴展的刷子，新和改寫的選擇工具和全面的用戶界面（新的圖標主題）。 增加了文件格式的支持。全屏幕編輯和新的crop工具。提高印刷質量。改进外部设备输入界面。 |
| 2.6.x（页面存档备份，存于） | 2.6.0        | 2008年10月1日: GEGL，第一代的用戶界面設計 |
| 2.6.x（页面存档备份，存于） | 2.6.1        | 2008年10月9日: 錯誤修正，更新翻譯。補充“One Window Gimp”選項。 |
| 2.6.x（页面存档备份，存于） | 2.6.2        | 2008年10月30日: 錯誤修正，更新翻譯。 |
| 2.6.x（页面存档备份，存于） | 2.6.3        | 2008年11月22日：錯誤修正，更新翻譯。 |
| 2.6.x（页面存档备份，存于） | 2.6.4        | 2009年1月1日：錯誤修正，更新翻譯。 |
| 2.6.x（页面存档备份，存于） | 2.6.5        | 2009年2月2日：錯誤修正，更新翻譯。 |
| 2.6.x（页面存档备份，存于） | 2.6.6        | 2009年3月17日：錯誤修正，更新翻譯。 |
| 2.6.x（页面存档备份，存于） | 2.6.7        | 2009年8月14日：錯誤修正，更新翻譯。 |
| 2.6.x（页面存档备份，存于） | 2.6.11       | 2010年10月11日：錯誤修正，更新翻譯。 |
| 2.6.x（页面存档备份，存于） | 2.6.12       | 2012年2月1日：錯誤修正，更新翻譯。（此版本是GIMP 2.6 系列的最后一个版本） |
| 2.8.x（页面存档备份，存于） | 2.8.0        | 2012年5月2日 |
| 2.8.x（页面存档备份，存于） | 2.8.2        | 2012年8月24日：錯誤修正。 |
| 2.8.x（页面存档备份，存于） | 2.8.4        | 2013年2月5日：錯誤修正。 |
| 2.8.x（页面存档备份，存于） | 2.8.6        | 2013年6月21日：錯誤修正，更新翻譯。 |
| 2.8.x（页面存档备份，存于） | 2.8.8        | 2013年11月3日：錯誤修正，更新翻譯。 |
| 2.8.x（页面存档备份，存于） | 2.8.10       | 2013年11月28日：錯誤修正，更新翻譯。 |
| 2.8.x（页面存档备份，存于） | 2.8.12       | 2014年8月25日：錯誤修正，更新翻譯。 |
| 2.8.x（页面存档备份，存于） | 2.8.14       | 2014年8月26日：錯誤修正。 |

## GIMP 0.54
GIMP 0.54于1996年1月发布。该程序要求使用X11显示，即一种支持X共享内存扩展的X服务器和Motif 1.2 widgets。支持8位、15位、16位和24位的色彩深度，8位色彩抖动显示，并且支持以RGB色彩、灰度或者索引颜色查看图片。能同时处理多个图片，实时缩放、绘图，并且支持GIF、JPEG、PNG、TIFF和XPM格式的图像。
早期开发的GIMP功能就实现了扩展性。可以通过矩形、椭圆、自由图形、模糊形状、贝兹曲线和智能选择工具选择区域，以及旋转、缩放、剪切和翻转图像。拥有油漆桶、笔刷和喷枪工具，还能复制、旋转和混合图像。拥有文本工具、样式填充工具（诸如模糊和查找边缘），以及通道和色彩操作（诸如添加、反相和分解）。插件功能允许添加新格式支持和新的效果。支持多项撤销和还原操作。
该程序运行于Linux 1.2.13、Solaris 2.4、HP-UX 9.05和SGI IRIX等系统。其使用者包括了创作教程、展示作品和分享技术的用户。
GIMP的早期成果是成功绘制出Linux吉祥物Tux，由Larry Ewing使用Gimp 0.54所画。1996年7月5日，邮件列表所收到的邮件数量明显增加，邮件列表被一分为二，即gimp-developer（GIMP开发者）和gimp-user（GIMP用户）。现在用户通过GIMP官方IRC频道反馈。

## GIMP 0.60
GIMP 0.60于1997年6月6日发布，采用GNU通用公共许可协议授权。根据更新记录，彼得·马蒂斯使用Hewlett-Packard工作，斯宾塞·金伯作为Java程序师。
GIMP 0.60不再使用Motif toolkit开发。改进绘画工具、喷枪、通道操作、调色板、混合工具模式、图像平移和透明工具。编辑工作流程通过启用标尺、在任意格式的图像间复制和粘贴、图层对话框的开发得以改进。
新的绘图工具包含了新的画笔（还有新的画笔格式）、灰度与RGB透明、颜色填充模式与调色对话框、完善的绘画模式、边框、羽化与颜色拾取工具、铅笔与橡皮擦、伽玛调整与有限的图层平移工具。
新的widgets由彼得·马蒂斯负责开发，并被称作GTK（GIMP toolkit）和GDK（GIMP drawing kit）。
1998年，通过Microsoft Windows上的GIMP编制的有趣的建议，Tor Lilqvist开始尝试GIMP for windows的初期开发。这在当时被认为是个代码分支，但后来被并入主要开发树中。由雅虎的邮件列表提供支持。

## GIMP 0.99
GIMP 0.99最大的变化在于GIMP toolkit（GTK）。GTK改用面向对象程序设计技术并更名为 GTK+。但因斯宾塞·金柏和彼得·马蒂斯获得工作而进展缓慢。

## GIMP 1.0
GIMP 1.0.0于1998年6月3日发布。GIMP与GTK+在GIMP 1.0中分成两个项目。GIMP 1.0包括了新的可编辑大图的基于模块的内存管理系统，并改进了插件的API（应用程序接口）以允许脚本被其他脚步安全地调用并自编文档。GIMP 1.0引入了一个支持图层、色版、通道、蒙版、路径的文件格式（xcf）。
GIMP 1.0系列开发的时期建立了官方网站，由Adrian Likins和Jens Lautenbacher设计，通过classic.gimp.org可以见到其中的教程和附加资源。1997年4月13日，GIMP新闻由Zach Beane发起，用于发布插件、教程和其他和GIMP有关的文章。1997年5月，Seth Burgess发起GIMP Bugs，这是第一个电子bug列表。
Marc Lehmann开发了利用脚本编写的插件。

网页界面在GIMP 1.0系列中启用，GIMP Net-fu仍被用于在线图形生成。

### GIMP 1.1
GIMP 1.1系列注重修正bug，并改善了向Windows移植的效果。这一系列没有官方版本。此后奇数版本号（如1.1）的GIMP为不稳定的开发版本，而偶数版本号（如1.2）则为稳定版本。这个时期，GTK+成为了重大的开发，许多GIMP的开发者也转向了GTK+的开发。这些人包括Owen Taylor、Federico Mena、Tim Janik、Shawn Amundson及其他人。GNOME也吸引了GIMP的开发者。这一时期GIMP的开发者有Manish Singh、Michael Natterer、Sven Neumann和解决GIMP在Win32上运行时的问题的Tor Lillqvist。

### GIMP 1.2
GIMP 1.2.0于2000年12月25日发布。GIMP 1.2由Manish Singh、Sven Neumann、Mitch Natterer等人组成的新团队开发。GIMP 1.2提供了国际化的选项，改进了安装程序的对话框，修正了GIMP和GTK+的大量bug，整改插件，改善内存泄露并改进菜单。GIMP加入的新的插件有GIMPressionist和Vidar Madsen设计的球形设计器；Maurits Rijk设计的影像图；Eiichi Takamori设计的GFlare；John P. Beale、Stephen Robert Norris和Federico Mena Quintero设计的GFlareWarp以及Wolfgang Hofer设计的Curve Bend与Sample Colorize。包含了新的路径工具、喷枪工具、可缩放的工具箱、增强的压力感应支持、计量工具、装饰、火焰和模糊工具。新功能有图像导出、JPEG输出预览、新的图像导航窗口、按比例缩放预览、路径选项、拖拽、快速蒙版、帮助文件浏览器、分离菜单和拾色器中包含的waterselect插件。
1.2版是GIMP 1系列的最后一个版本。

## GIMP 2.0
GIMP 2.0.0于2004年3月23日发布。最为显著的变化在于GTK+ 2.x的过渡。

### GIMP 2.2
GIMP 2.2的主要改进在于：
- 变形工具的预览功能
- 改进拖拽功能支持
- 新的脚本解释器Tiny-fu设定用于最终取代Script-fu
- 新插件：neon、cartoon、photocopy、softglow、dog、retinex、glob。

### GIMP 2.4
界面和工具的修订在2007年10月24日发布的GIMP 2.4.0中施行。重写选择工具、使用Tango样式指引修饰所有平台的UI、前景色选择工具，并支持ABR画笔格式。

### GIMP 2.6
界面和工具的更多修订在2008年10月1日发布的GIMP 2.6.0中施行。UI、自由选择和画笔工具有大的更改，代码基数也有小的改动。同样，GEGL的部分工具集成制定以支持引导更高的色彩深度以及未来版本中的无损编辑。从第一个修订版GIMP 2.6.1起，工具窗口实施MDI特性于Microsoft Windows，而不是仅支持GNOME。

### GIMP 2.8
2.8版本发布于2012年5月3日，修订用户界面，包括重新设计的保存/导出菜单以解决导出时主要信息消失。文本工具得到重新设计以使用户在画布而不是在单独的对话框中编辑文本，这也是2006年Google Summer of Code（GSoC）项目之一。
2.8还具备图层组、尺寸输入字段进行简单数学运算、JPEG2000格式支持、PDF格式输出、网页截图功能与单窗口模式。
GEGL也迎来首个稳定版本（0.1），应用程序界面被认为最为稳定；GEGL继续集成到GIMP，现在处理层投影已不再完全整合入GEGL，这将允许GIMP未来版本中拥有更好的无损工作流。

### GIMP 2.10
2.10版本发布于2018年4月27日。